# Księga cieni

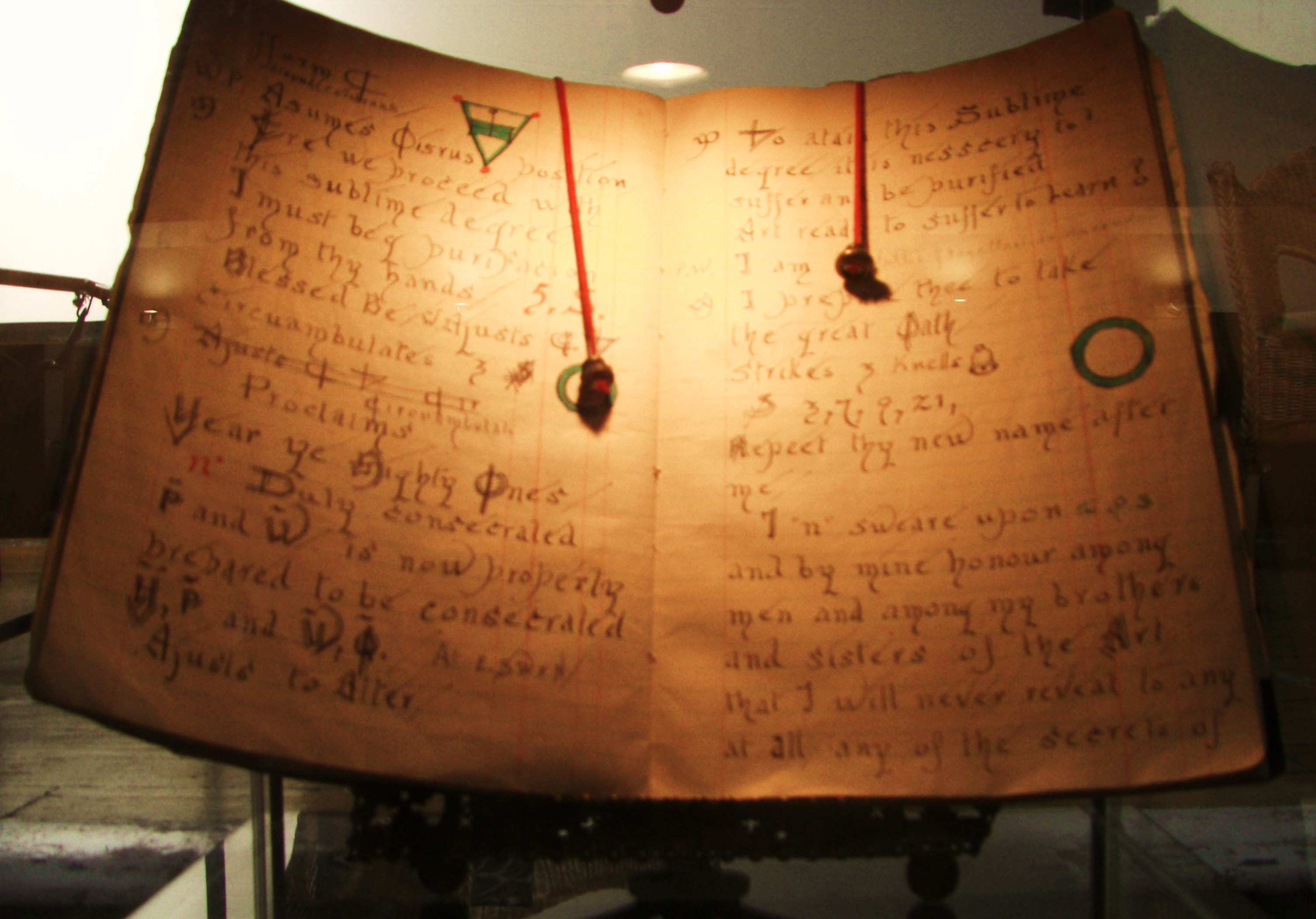
Jedna z Ksiąg Cieni należących do Geralda Gardnera.

Księga Cieni (ang. Book of Shadows) – w wicca tradycyjnym jest zbiorem tekstów rytualnych i opisów rytuałów przekazywanym inicjowanemu/ej przez jego/jej arcykapłana/arcykapłankę. Księga cieni przekazywana jest po akcie inicjacji. W niektórych liniach przekazu obowiązuje zasada, że można jedynie dopisywać nowe elementy lecz nie można niczego usunąć. W innych liniach ta zasada nie obowiązuje.
W Wicca eklektycznym (raczej w różnych nurtach współczesnego pogaństwa inspirowanego wicca) powyższe zasady nie są przestrzegane. Księgę cieni można zaczerpnąć z dowolnego źródła bądź nawet napisać ją samemu. Istnieje co najmniej kilka opublikowanych wersji księgi cieni napisanych na użytek osób praktykujących wicca eklektyczne. W Polsce do bardziej znanych należy Księga Cieni Stojących Kamieni Scotta Cunninghama, opublikowana w jego książce „Wicca. Przewodnik dla osób samotnie praktykujących magię”. Inną wykorzystywaną księgą cieni jest „Liber umbrarum” Doreen Valiente, opublikowaną w jej książce „Witchcraft for tomorrow”. Istnieją także internetowe wersje ksiąg cieni, które mogą być wykorzystywane przez wiccan eklektycznych.
Często za księgę cieni mylnie uważa się dziennik magiczny, w którym czarownik/czarownica dokonuje zapisów na temat własnych doświadczeń, przemyśleń, stosowanych zaklęć bądź całych rytuałów.
Istnieje dość powszechne przekonanie, że księga cieni powinna być przepisana bądź napisana ręcznie. Nie ma jednolitego poglądu w sprawie jej wyglądu czy użytych materiałów, z jakich wykonano księgę. Zależy to od inwencji jej właściciela.